# Csoma család (gelencei)
A gelencei Csoma család egy székely primor család, egyike az orbaiszéki Csoma családoknak. Valószínűleg rokon a zágoni és kőrösi Csoma családdal, de vele ellentétben már a 16. században a székely főrendhez tartozott.

## A család története
Bővebben Pálmay József Háromszék vármegye nemes családjai című munkájában foglalkozott a család történetével.
A család első ismert őse a Gelencén birtokkal rendelkező Csoma Ambrus, az ő fia a gelencei előnévvel nemességet és címert nyert Csoma Miklós.
Gelencei Csoma Miklós vitézségéért és hadi szolgálataiért Báthory Istvántól két ízben nyert címeres nemeslevelet. Első alkalommal Báthory István lengyel király és erdélyi fejedelem 1576. szeptember 10-én Marienburgban kelt levélben ismeri el Csoma Miklós érdemeit, aki II. János magyar királyt hűségesen szolgálta és a Bekes Gáspár elleni kerelőszentpáli ütközetben a fejedelem mellett harcolt, s ezért "nemtelen állapotából" kivette és nemeséget adományozott neki.
Csoma Miklósnak fia György, 1612-ben portai követ.
Leszármazás Csoma Ambrustól:
- A1 - Csoma Ambrus
  - B1 - Csoma I. Miklós (1575-ben nemességet nyer)
    - C1 - Csoma Domokos
    - C2 - Csoma I. György (Erdély követe a Portán)
      - D1 - Csoma I. Zsigmond
        - E1 - Csoma II. Zsigmond (a gelencei Szent Miklós templomnak adakozik)
          - F1 - Csoma II. Miklós
            - G1 - Csoma III. Miklós
            - G2 - Csoma II. György (Nagy Anna)
              - H1 - Csoma I. József (Vajna Ágnes)
                - I1 - Csoma II. József (Imets Katalin)
                  - J1 - Csoma Károly (Geréb Irén)
                  - J2 - Csoma Imre (Szurkos Anna)[5]

Gelencei Csoma István 1810 körül kapitány. Gelencei Csoma József 1817 körül királyi pénztárnok. Csoma Imre és fia, Géza gelencei, valamint Csoma Károlyné birtokosok.
A családnak a 20. században Gelencén két udvarháza volt. A Csoma Károly-féle udvarház épült 1845 körül, építette Csoma Józseff királyi pénztarnok, az 1970-es években leromlott, majd az 1990-es évek után lebontották. A Csoma Géza-féle kúria , amit Bodor Ilka (Csoma Gézáné építetett az édesanyja Kádár Potencia segítségével 1911-ben. Jelenleg az örökösök tulajdonában van és a felújítása zajlik. A munkálatokat az örökös és tulajdonos, János Tas-Töhötöm – Csoma Géza ükunokája – önerőből végzi. A folyamatot kutatások kísérik, és a tervek szerint a helyszín remélhetőleg hamarosan a nagyközönség számára is látogathatóvá válik.

## A család címere

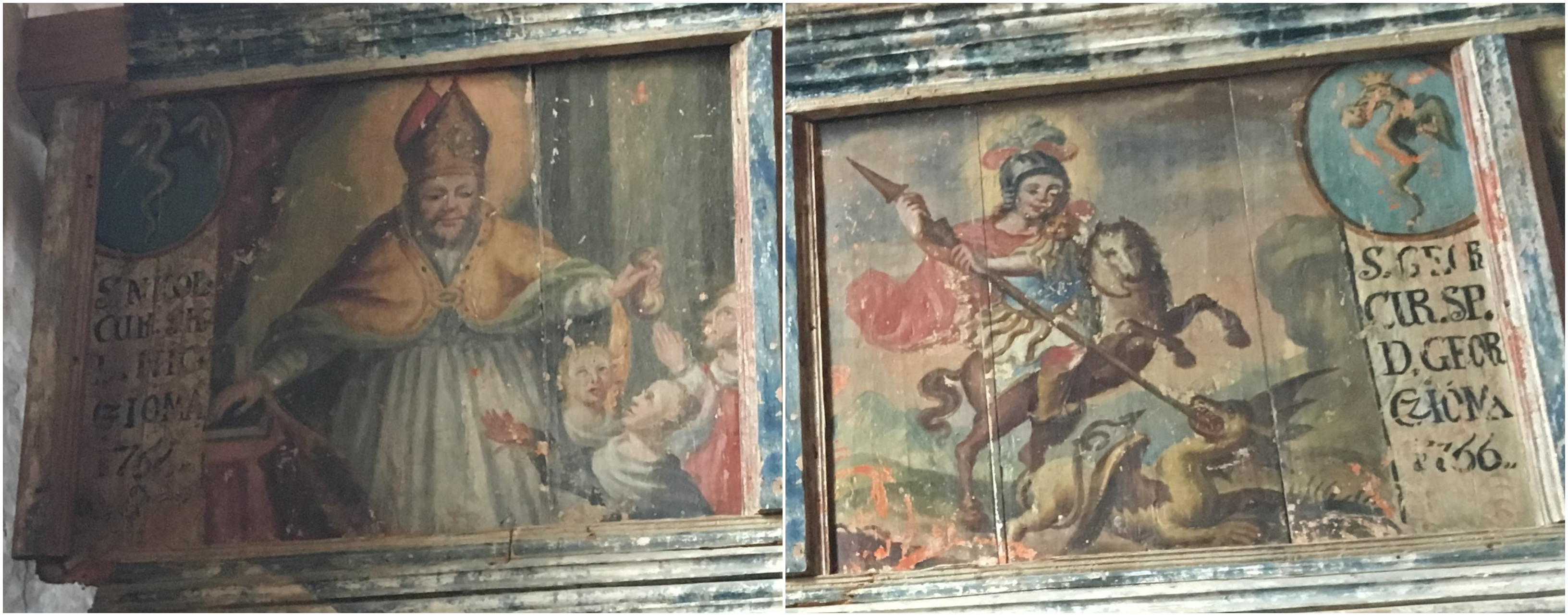
A gelencei Csoma család címere a Szent Imre Herceg Templomban.

Gelencei Csoma Miklós két ízben kapott kiváltságlevelet, első alkalommal címeradománnyal, a másodikban címerbővítéssel.
Báthory István 1576. szeptember 10-én kelt levelében a következő címert adományozta:
"Háromszögpajzs kék mezejében koronás kígyó, kitátott szájában fiúfejet tart. A pajzson zárt sisak. A sisaktakaró vörös, kék és fehér."
1577. szeptember 6-án a fejedelem újabb kiváltságlevelet állított ki, amelyben gelencei házára adómentességet és címerbővítést adományozott:
"Háromszögpajzs kék mezejében koronás szárnyas kígyó kitátott szájában fiúfejet tart. A pajzson zárt sisak. A sisaktakaró vörös, kék és fehér."
Keöpeczi Sebestyén József a Kőrösi Csoma Sándor születésének évfordulója alkalmából tartott konferencián mutatta be a Csoma család címerét, ezzel kapcsolatba hozva egymással a kőrösi és gelencei Csoma családokat. A heraldikus szerint gelencei Csoma Miklós címerében, kis eltéréssel, az Izabella királyné anyai címerére ismerhetünk.
Máig vitatott, hogy gelencei Csoma Miklós címere valójában hogyan kapcsolódik Kőrösi Csoma Sándorhoz, de a genealógiai és heraldikai hagyomány egymással összefüggésben tárgyalja.